# Ганс Кох
Ганс Кох (нім. Hans Koch; 7 липня 1894, Львів — 9 квітня 1959, Мюнхен) — видатний німецький історик, дослідник історії Східної Європи, українознавець, богослов, педагог, сотник УГА, кавалер Хреста Симона Петлюри, дійсний член НТШ, перекладач, військовик, розвідник, капітан Вермахту та співробітник Абверу, а разом з тим і «спостерігач» нацистських злочинів в Києві.

## Біографія
Ганс Кох народився 7 липня 1894 року у Львові в сім'ї кравця Якоба Коха, сина Петера Коха та Шарлоти Альберт з Новосілок, та його дружини Терези, дочки Філіпа Шефера та Єлизавети Урзель з німецькой колонії Зимна Вода (нім. Kaltwasser), що неподалік від Львова. Батьки були нащадками німецьких колоністів із Пфальца. У Львові родина мешкала за адресою Kościopalna 11b. В дитинстві формувався в середовищі євреїв, поляків та українців. Спершу Кох відвідував німецьку школу, а згодом німецьку гімназію у Львові. Був здібним учнем й після її закінчення володів польською, українською й їдишем.

У 1912–1914 рр. вивчав богослов'я у Відні, де став членом академічного товариства «Спілка німецьких євангелістських теологів „Wartburg“». Сепп Мюллер. Який вчився з Кохом, пише:
«Ми ходили до німецьких націоналістів, християнських соціалістів і до соціал-демократів, як глядачі сиділи в Австрійській державній раді й були свідками націоналістичних промов і обструкцій слов'янських депутатів. Так ми гострили око, щоб краще розуміти політичні події в Австрії і вчилися, чи варто робити певні речі, чи краще від них відмовитися».
Разом з багатьма іншими товаришами зі студентської спілки «Wartburg» 1914 року Кох добровільно зголосився на фронт, хоча в Австрії теологів було звільнено від військової служби. Він обрав шлях солдата з причин «само собою зрозумілого героїчного виконання обов'язку». Будучи піхотинцем, Ганс Кох у складі 35-го Золочівського полку потрапив на Галичину, де брав участь у важких боях. За мужність отримав шість нагород.

### Служба в УГА та ЧУГА

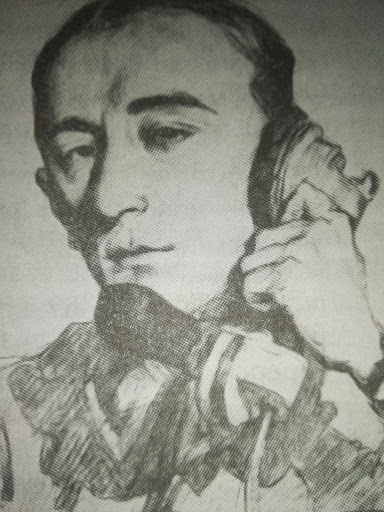
Ганс Кох — сотник УГА

Після війни Кох, як і багато галицьких німців, зголосився добровольцем в Українську галицьку армію, в якій служив з 29 листопада 1918 року до моменту ліквідації її залишків радянською владою, про що писав у своїх «Спогадах про УГА за лютий-травень 1920». Службу розпочав поручником, а згодом підвищений до сотника Генерального штабу.

Ось як характеризував капітана Ганса Коха колишній головнокомандувач української армії генерал Тарнавський: 
«Згадуючи його, в першу чергу мушу відзначити його неабиякий український патріотизм, який не заважав йому бути такою ж мірою німецьким патріотом. Таких курйозних, але шляхетних випадків у нашій армії було чимало. Оскільки Кох народився у Східній Галичині, то розмовляв чистою літературною українською мовою. Він був улюбленцем дивізії. Для офіцерів — добрий товариш. А до того ж непересічного таланту військовик. Його називали майстром на всі руки. Кох умів усе, розумівся на всьому, брався до будь-чого. Він був дуже розумний і мав чудову пам'ять. Я переконаний, що якби наші зусилля, що коштували нам стільки крові, не закінчились сумною поразкою, в Українській державі він зайняв би одну з керівних позицій».
У листопаді 1919 р. був стенографістом військово-польового суду над генералом Тарнавським та полковником Шаманеком. Потрапив у полон до Червоної армії. 
Згодом служив в ЧУГА, а опісля її ліквідації в травні 1920 року був викладачем в школі Червоних старшин у Києві. Репатріювався в Австрію 1921 р.

### У Німеччині
Повернувшись до Відня, продовжив вивчення теології і філософії. У 1923 р. склав іспит і через короткий час захистив дві наукові роботи: з історії (тема «Слов'янізація грецької церкви в Московській державі») і з теології (тема «Російське православ'я в епоху Петра Першого»). З 1924 р. доктор філософії, а з 1927 р. доктор теології.
Після закінчення студії Кох працював вікарієм та вчителем. Як антикомуніст, він приєднався до «Австрійського націонал-соціалістичного руху» в 1930 р., що спочатку ускладнило його професійну діяльність. У 1932 вступив в НСДАП (вдруге вступив в 1935 на території Німеччини).
1929 року Кох став приват-доцентом, а 1934 року — професором церковної і східноєвропейської історії в Кенінгсберзі. У 1937 році його перевели на посаду професора у Вроцлавський університет, де він очолив кафедру Історії Східної Європи. Цей університет мав тісну співпрацю з підрозділами націонал-соціалістичної партії, з вермахтом, державними органами влади й інституціями, що вели активну антипольську пропаганду. І як стверджує австрійський історик і фахівець з українсько-російських відносин Андреас Каппелер, в цей час Кох брав безпосередню участь у підготовці нападу Німеччини на Польщу, складаючи списки польських науковців і політиків за якими німці начебто здійснювали масові арешти й вбивства.

### На службі Третьому Райху
У 1941 році Ганса Коха в ранзі капітана й офіцера інформаційної служби зі спеціальним завданням державної оборони й вищого командування призвали до вермахту і перевели у групу армій «Південь». Як офіцер зв'язку, підпорядкований інституції Абвер II, він отримує від Розенберга завдання готувати утворення української незалежної держави під німецьким протекторатом. Для цього він повинен був налагодити контакти з українськими емігрантами й особами, які б годилися для державних посад і виконання адміністративних функцій. Крім того він виконував обов'язки консультанта Верховного командування Вермахту по українським питанням. Згодом його призначили радником дистрикту Галичина Отто Вехтера.
Як капітан абверу був зв'язковим між міністром Розенбергом та групою армій «Південь» з 1941 року. Також виконував обов'язки зв'язкового з ОУН і консультанта ОКВ з українських питань.
Власне, за дорученням спеціальної служби Г. Кох допитував у Берліні Степана Бандеру, Ярослава Стецька та Володимира Стахіва, вимагав відкликати Акт відновлення Української Держави у Львові 30 червня 1941 р.

Як згадував Ярослав Стецько, саме Г. Кох (про якого він говорив, що його «розчарував вихвалюваний галицькими політиками старої дати проф. Ганс Кох») намагався завадити публічному проголошенню цього документа, а відтак виступав з промовою, в якій негативно висловився щодо цього кроку українських націоналістів. За свідченнями того ж Стецька, під час проголошення Акта Г. Коха не було, оскільки він — «представник для українських справ при німецькому головному камандуванні» — дізнався про це лише під час відвідин глави УГКЦ Андрея Шептицького, одразу після прибуття до Львова. Ось як згадував Я. Стецько реакцію Г. Коха на цю подію: 
«Найперше німецькою мовою проф. Кох висловився негативно до Акту проголошення відновлення державности, підкреслюючи, що німецька держава не має тепер у пляні толерувати якісь державні конструкції на здобутій кров'ю її вояків території, а найкращим шляхом допомогти українській нації — це працею помагати німцям у іх боротьбі. Своє слово німецькою мовою він закінчив заявою про розв'язання 3борів. Перейшовши на українську мову, він уникав дразливих висловів, хоча по суті сказав те саме». 
Ця суперечка Г. Коха з українськими націоналістами набула форми затяжного конфлікту, адже відомо, що в розмові 10 липня з кількома Німецькими високопосадовцями (Кундтом, д-р Фюлем і фон Бюловом) Г. Кох прямо заявив, що «українського уряду немає. Можна взяти до уваги лише приязний український народ, але не союзну українську державу». І це незважаючи на те, що 11–12 липня 1941 р. «всі українські угрупування Львова, включаючи групу ОУН Мельника і за винятком групи Бандери, запевнили офіцера по зв'язку з ОКВ (капітан проф. д-р Кох) у своїй лояльності щодо німецьких органів влади і заявили про бажання взяти участь у позитивній перебудові (країни)». Згодом, 14 серпня ОУН-Б у своєму «берлінському» меморандумі щодо вимоги Німеччини ліквідувати український уряд прямо заявила, що «Всі старання проводу ОУН увійти в контакт а німецькими політичними установами Райху, щоб погодити політичну основу й спільну тактику, залишилися безуспішними. Відповідальність за це не лежить в жодному випадку по стороні ОУН. Також у перші дні війни пан капітан проф. д-р Кох не сппромігся дати жодної відповіді провідникові ОУН на питання політичного змісту». Отож фіаско спробі налагодити українсько-німецьке співробітництво українські націоналісти ставили у провину Г. Кохові.
В атмосфері фактичного несприйняття націоналістичним підпіллям своєї місії Г. Кох у той час лише спорадично з'являвся на українській політичній сцені, не завжди відіграючи самостійну роль. Варто згадати той факт, що 8 серпня 1941 р. С. Бандеру та Я. Стецька заарештували на доручення Абверу, за «українські справи» якими в той час відповідав Ганс Кох, який цілком міг, як вважає український історик Володимир Косик, дати таке доручення. Ще одним таким прикладом цього може бути візит до митрополита А. Шептицького у 1942 році після того, як він засудив нацистську політику масового знищення євреїв. Зокрема Г. Кох був одним з трійці німецьких фахівців з українського питання (двоє інших — Альфредом Бізанцом та Отто Вехтером), які намагалися «присоромити» митрополита, однак той їх виставив за двері.
Наприкінці 1941 року Ганс Кох знаходився в Києві, де намагався виступати посередником між німецьким урядом і місцевими активістами ОУН-М аж до арешту останніх.. Пропонував у Головному німецькому управлінні замінити російські назви київських вулиць на українські, створити українську поліцію, а також пропонував перебрати керівництво до своїх рук. Загалом же, після того, як в Берліні остаточно утвердилася позиція, що Україну не можна передавати українцям і Розенберга відкликали, його роль в Києві та Наддніпрянській Україні більше зводилася до ролі «пасивного спостерігача» нацистських діянь.

### Після війни
Під кінець війни Кох зник в Альпах і був пастором у віддалених австрійських селах — Шлядмінгу і Бад Аузе.
Поступово він повернувся до наукового життя, переїхав до Мюнхена, де відродив Інститут Східної Європи. Інститут швидко став одним з провідних наукових центрів в цій області, хоча і зосереджувався в основному на історико-правових сюжетах. В рамках поточної роботи Інституту був опублікований ряд наукових праць з української тематики, в тому числі «Виникнення козацтва» Ґюнтера Штекля (1953), відомий двотомник Романа Ільницького «Німеччина і Україна: події європейської східної політики» (1955–1956; перевидання — 1958), «Історія української культури» Івана Мірчука (1957).
В останні роки життя він особливо багато друкувався, а також брав активну участь у німецькій репатріаційній політиці й супроводжував канцлера ФРН Конрада Аденауера під час візиту до Москви у 1955 р. як науковий консультант і перекладач. 1958 року Кох отримав кафедру політики Східної Європи в Мюнхенському університеті.
Помер у квітні 1959 р. в Мюнхені від смертельного інфаркту спричиненого його тодішнім душевним станом й звісткою з Відня: тамтешній університет відхилив захист його докторської дисертації.

## Твори з української тематики
- Byzanz, Ochrid und Kiew 987–1037 // Kyrios. Bd. IV (1938). S. 253–292.
- Die ukrainische Lyrik 1840–1940. Wiesbaden: F. Steiner, 1955.